# Prowincja herolda pałacu

Podział administracyjny imperium asyryjskiego w czasach króla Aszurbanipala. Prowincja herolda pałacu znajduje się pod numerem 6 na mapce

Prowincja herolda pałacu – jedna z prowincji imperium asyryjskiego, zarządzana przez wysokiego dostojnika pełniącego na dworze asyryjskim urząd nāgir ekalli - „herolda pałacu”. Jej istnienie potwierdzone jest od czasów panowania króla Tiglat-Pilesera III (744-727 p.n.e.). Od południowego wschodu przylegała do prowincji wielkiego podczaszego. Lokalizowana jest u północno-zachodnich podnóży gór Zagros, w okolicach współczesnego irackiego miasta Rawanduz.